# Saint-Jacques-de-la-Lande
Saint-Jacques-de-la-Lande (bret. Sant-Jakez-al-Lann) – miejscowość i gmina we Francji, w regionie Bretania, w departamencie Ille-et-Vilaine.
Według danych na rok 1990 gminę zamieszkiwało 6189 osób, a gęstość zaludnienia wynosiła 523 osoby/km² (wśród 1269 gmin Bretanii Saint-Jacques-de-la-Lande plasuje się na 60. miejscu pod względem liczby ludności, natomiast pod względem powierzchni na miejscu 772.).